# Saham Club
Der Saham Club (arabisch نادي صحم, DMG Nādī Ṣaḥam) ist ein omanischer Sportklub mit Sitz in der Stadt Saham innerhalb des Gouvernements Schamal al-Batina.

## Geschichte
Gegründet wurde der Klub offiziell am 24. April 1972. In den bekannten Aufzeichnungen taucht die Fußball-Mannschaft des Klubs erstmals in der Saison 1997/98 im Oman Cup auf, wo man es bis ins Viertelfinale schaffte. Zu dieser Zeit befand sich die Mannschaft in der zweiten Liga im Mittelfeld. Durch eine Aufstockung der Professional League stieg der Klub zur Saison 2002/03 erstmals in die erste Liga des Landes auf. Mit 42 Punkten erreichte man Platz vier. In der folgenden Saison stieg man mit 11 Punkten als letzter wieder in die zweite Liga ab.
In der Saison 2008/09 erreichte die Mannschaft das Finalspiel um den Aufstieg aus der First Division. Hier gewann Saham mit 4:2 im Elfmeterschießen gegen al-Shabab. Beide Mannschaften stiegen in die erste Liga auf. Dort platzierte man sich mit 30 Punkten auf dem fünften Platz. 2009 gewann das Team mit 7:6 im Elfmeterschießen den Oman Cup über Dhofar und in der Folge den Omani Super Cup und nahm am AFC Cup 2010 teil. Hier wurde die Mannschaft in die Gruppe A gelost und verpasste mit fünf Punkten über den dritten Platz die nächste Runde. Zudem nahm die Mannschaft in der Saison 2011 auch erstmals an der GCC Champions League teil, wo man in der Gruppe B mit einem Punkt Letzter wurde.
In der Saison 2010/11 stieg man mit 26 Punkten als Vorletzter direkt ab. In der Folgesaison gewann das Team die Meisterschaft und stieg wieder in die erste Liga auf. In der Saison 2012/13 gelangen 48 Punkte und Platz drei. In der Folgesaison erreichte das Team mit 35 Punkten Platz acht und gewann den Professional Cup, den omanischen Ligapokal. In der Saison 2014 unterlag man im Finale der GCC Champions League  al-Nasr aus Dubai mit 2:1. In der Liga bewegte man sich die darauffolgenden Jahre im Mittelfeld, während es in der Spielzeit 2015/16 gelang den Oman Cup sowie den Super Cup zu gewinnen.
In der Saison 2020/21 wurden der Mannschaft, ebenso wie auch Dhofar und Nahda aus finanziellen Gründen sechs Punkte abgezogen. Damit stand die Mannschaft nach zehn Spielen mit 0 Punkten auf dem letzten Platz. Anschließend wurde die Saison aufgrund der COVID-19-Pandemie abgebrochen und für nichtig erklärt. Damit spielt der Klub auch in der Saison 2021/22 in der ersten Liga.

## Erfolge
- Oman Cup:  2009, 2016
- Oman FA Cup: 2013/14
- Omani Super Cup: 2010, 2016
- Oman First Division League:  2011/12

## Stadion
Seine Heimspiele trägt der Verein im Sohar Regional Sports Complex in Suhar aus. Das Mehrzweckstadion bietet Platz für 19.000 Zuschauer.